# Diocesi di San Rafael
La diocesi di San Rafael (in latino Dioecesis Fororaphaëliensis) è una sede della Chiesa cattolica in Argentina suffraganea dell'arcidiocesi di Mendoza. Nel 2022 contava 252.970 battezzati su 301.150 abitanti. La sede è vacante.

## Territorio
La diocesi comprende tre dipartimenti della provincia di Mendoza: General Alvear, Malargüe e San Rafael.
Sede vescovile è la città di San Rafael, dove si trova la cattedrale di San Raffaele arcangelo.
Il territorio si estende su 87.286 km² ed è suddiviso in 31 parrocchie.

## Storia
La diocesi è stata eretta il 10 aprile 1961 con la bolla Ecclesia Christi di papa Giovanni XXIII, ricavandone il territorio dall'arcidiocesi di Mendoza.
Il 12 ottobre 1962, con la lettera apostolica Omnis maculae, lo stesso papa Giovanni XXIII ha proclamato la Beata Maria Vergine di Lourdes e San Raffaele Arcangelo patroni principali della diocesi, e San Giuseppe patrono secondario.

## Cronotassi dei vescovi
Si omettono i periodi di sede vacante non superiori ai 2 anni o non storicamente accertati.
- Raúl Francisco Primatesta † (12 giugno 1961 - 16 febbraio 1965 nominato arcivescovo di Córdoba)
- Jorge Carlos Carreras † (12 giugno 1965 - 19 luglio 1969 nominato vescovo di San Justo)
- Oscar Félix Villena † (11 febbraio 1970 - 11 aprile 1972 dimesso)
- León Kruk † (20 gennaio 1973 - 7 settembre 1991 deceduto)
- Jesús Arturo Roldán † (9 novembre 1991 - 31 maggio 1996 deceduto)
- Guillermo José Garlatti (20 febbraio 1997 - 11 marzo 2003 nominato arcivescovo di Bahía Blanca)
- Eduardo María Taussig (21 luglio 2004 - 5 febbraio 2022 dimesso)
- Carlos María Domínguez, O.A.R.[3] (11 febbraio 2023 - 13 febbraio 2025 dimesso)
  - Marcello Fabián Mazzitelli,[1] dal 13 febbraio 2025 (amministratore apostolico)

## Statistiche
La diocesi nel 2022 su una popolazione di 301.150 persone contava 252.970 battezzati, corrispondenti all'84,0% del totale.
| anno | popolazione | popolazione | popolazione | presbiteri | presbiteri | presbiteri | presbiteri                | diaconi | religiosi | religiosi | parrocchie |
| anno | battezzati  | totale      | %           | numero     | secolari   | regolari   | battezzati per presbitero | diaconi | uomini    | donne     | parrocchie |
| ---- | ----------- | ----------- | ----------- | ---------- | ---------- | ---------- | ------------------------- | ------- | --------- | --------- | ---------- |
| 1966 | 160.000     | 210.000     | 76,2        | 23         | 15         | 8          | 6.956                     |         | 15        | 30        | 12         |
| 1970 | 150.000     | 191.982     | 78,1        | 27         | 19         | 8          | 5.555                     |         | 18        | 35        | 14         |
| 1976 | 158.000     | 198.000     | 79,8        | 18         | 11         | 7          | 8.777                     | 1       | 15        | 34        | 17         |
| 1980 | 212.000     | 246.000     | 86,2        | 23         | 13         | 10         | 9.217                     | 1       | 17        | 36        | 16         |
| 1990 | 269.000     | 296.000     | 90,9        | 62         | 55         | 7          | 4.338                     |         | 12        | 47        | 38         |
| 1999 | 211.000     | 249.000     | 84,7        | 93         | 68         | 25         | 2.268                     |         | 181       | 39        | 28         |
| 2000 | 205.000     | 252.000     | 81,3        | 110        | 74         | 36         | 1.863                     |         | 192       | 39        | 28         |
| 2001 | 200.000     | 246.000     | 81,3        | 105        | 70         | 35         | 1.904                     |         | 193       | 39        | 28         |
| 2002 | 200.000     | 246.000     | 81,3        | 108        | 74         | 34         | 1.851                     |         | 192       | 39        | 28         |
| 2003 | 195.500     | 230.000     | 85,0        | 81         | 77         | 4          | 2.413                     |         | 12        | 40        | 28         |
| 2004 | 195.500     | 230.000     | 85,0        | 91         | 78         | 13         | 2.148                     |         | 21        | 40        | 28         |
| 2010 | 213.000     | 249.000     | 85,5        | 106        | 66         | 40         | 2.009                     |         | 139       | 115       | 29         |
| 2014 | 221.000     | 261.834     | 84,4        | 98         | 63         | 35         | 2.255                     |         | 129       | 130       | 28         |
| 2017 | 224.300     | 270.000     | 83,1        | 96         | 67         | 29         | 2.336                     |         | 204       | 138       | 29         |
| 2020 | 251.237     | 295.573     | 85,0        | 98         | 67         | 31         | 2.563                     |         | 193       | 172       | 30         |
| 2022 | 252.970     | 301.150     | 84,0        | 106        | 69         | 37         | 2.386                     |         | 143       | 179       | 31         |